# Ricardo Jérez
Ricardo Antonio Jérez Figueroa (Città del Guatemala, 4 febbraio 1986) è un calciatore guatemalteco, portiere del Chattanooga Red Wolves e della nazionale guatemalteca.